# Rimantas Prūsaitis
Rimantas Prūsaitis (* 28. Januar 1956 in Marijampolė) ist ein litauischer Förster, seit 2014 Generalforstmeister Litauens.

## Leben
Nach dem Abitur an der 5. Mittelschule in Alytus absolvierte Rimantas Prūsaitis als Forstingenieur das Diplomstudium an der Forstfakultät  der Aleksandras-Stulginskis-Universität und arbeitete von 1978 bis 1979 als Obertechniker und Mechaniker, von 1979 bis 1990 als Revierförster, von 1990 bis 1991 als leitender Förster und ab 1994 als Oberförster in der Oberförsterei Alytus. 2004 promovierte er in biomedizinischen Wissenschaften über die  Regeneration der Eichen und derer Faktoren für das Wachstum und die Eigenschaften der gemischten Jungbeständen. Von 2009 bis 2014 leitete er Valstybinė miškų tarnyba als Direktor. Seit dem 11. November 2014 ist er litauischer Generalforstmeister (am Umweltministerium Litauens).
Er ist Mitglied im Wissenschaftsrat beim Forschungsinstitut Lietuvos miškų institutas von Lietuvos agrarinių ir miškų mokslų centras.
Prūsaitis ist verheiratet. Mit  Frau Vilma, Neuropathologin, hat er eine Tochter, Odontologin, und einen Sohn, Bankmitarbeiter.